# ميدان سوبورنايا
ميدان سوبورنايا أو ميدان الكاتدرائية (بالروسية: Соборная площадь) هو أحد ميادين مدينة روستوف-نا-دونو، يقع بمنطقة لينينسكي.

## تاريخ

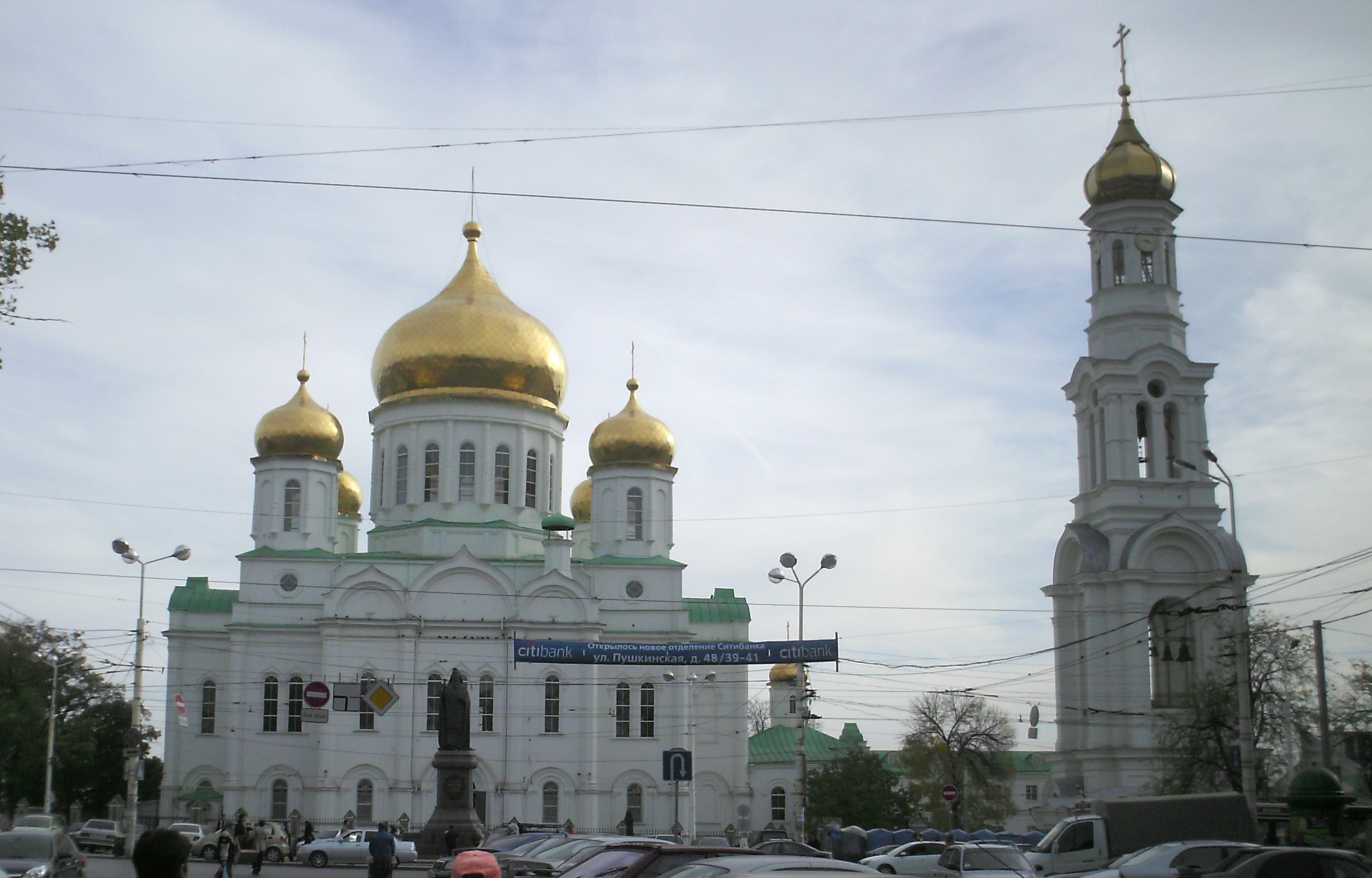
الميدان سنة 2008

في نهاية القرن الثامن عشر، بدأت مستوطنة الجندي (Soldatskya sloboda) في روستوف نا دونو في اكتظاظها بالسكان. وقد أدى ذلك إلى ظهور ساحة محلية، حيث تم تنظيم سوق بها. في فبراير 1781، بدأ بناء كنيسة خشبية لمولد العذراء مريم بالقرب من موقع الساحة. تم تكريس الكنيسة في سبتمبر من نفس العام، لكن أحرقت عندما ضربها البرق بعد عشر سنوات. في عام 1860، تم بناء كنيسة حجرية باسم ميلاد العذراء المباركة، وهي لا تزال قائمة بدلاً من الكنيسة الخشبية. في عام 1887 تم بناء برج الجرس، وتم تفكيك الجزء العلوي منه خلال الحرب العالمية الثانية.